# Колокола (повесть Диккенса)
«Колокола́» (англ. The Chimes, полное название «Колокола: рассказ о гоблинах некоторых колоколов, которые звонили в уходящий Старый год и приходящий Новый год» англ. The Chimes: A Goblin Story of Some Bells that Rang an Old Year Out and a New Year In) — повесть классика английской литературы, Чарльза Диккенса. Была написана и опубликована в 1844 году, то есть через год после его «Рождественской песни в прозе» и за год до «Сверчка за очагом». «Колокола» — вторая из «рождественских повестей» Диккенса — сборника своеобразных нравственных посланий, публиковавшихся в 1840-е годы.

## Сюжет
Накануне Нового года, главный герой повести, семидесятилетний посыльный Тоби Вэк, погружён в мрачные думы из-за сообщений в газетах, повествующих о преступлениях и безнравственности, царящих среди рабочего класса. Трухти задаётся вопросом, являются ли рабочие злыми по своей природе или стали такими по причине бедности и угнетения.
Во время одного из таких размышлений, дочь Трухти, Мег и её давний жених Ричард объявляют ему о своём решении жениться на следующий день, то есть 1 января. Трухти очень обрадовался этой новости, однако его радость развеялась встречей с напыщенным олдерменом Кьютом и политическим экономистом мистером Файлером, высказывающими новые взгляды на общество и, в частности, выступающие против брака среди бедных людей.

## Социальные вопросы
Повесть «Колокола», как и «Рождественская песнь» была написана не только как рассказ для детей, но и затрагивала актуальные проблемы английского общества середины XIX века. В этом произведении, на примере рассуждений олдермена Кьюта и мистера Файлера Диккенс выделил три моральные проблемы:
1. Богатые люди грезят по идеализированному «золотому веку», а не стремятся, пользуясь своей властью улучшить условия жизни здесь и сейчас;

«Эх, старое время, доброе старое время, славное старое время! теперь ничего не осталось Э-эх… Доброе старое время, доброе старое время. Ах, что это было за время! Единственное время, когда стоило жить. Что уж толковать о других временах или о том, каковы стали люди в наше время. Да можно ли вообще назвать его временем? По-моему — нет».

2. считают, что отдельные человеческие радости и горести не имеет никакого значения для высших сил;
3. осуждают неудачливых бедных людей и тех, кто разорился, не предлагая им ни помощи, ни жалости.

«Сейчас болтают много вздора о бедности — 'нужда заела', так ведь говорится? Ха-ха-ха! Сейчас в моде всякие жалкие словечки насчёт недоедания».

## Главные персонажи
- Тоби «Трухти» Вэк, старый посыльный, главный герой повести
- Маргарет «Мэг» Вэк, двадцатилетняя дочь Тоби
- Ричард, жених Мэг
- Миссис Чикенстокер, хозяйка лавки
- Олдермен Кьют, мировой судья
- Мистер Файлер, политик и экономист, член парламента
- Сэр Джозеф Баули, богатый депутат
- Уилл Ферн, крестьянин
- Лилиен Ферн, племянница Уилла, сирота

## Экранизации
- Колокола[англ.], режиссёр Томас Бентли[англ.], Великобритания, 1914 .
- Колокола, режиссёр Эрбер Блаше, США, 1914 .